# Guilherme Neville, 1.º Conde de Kent
Guilherme Neville, ou William Neville (1410? – 9 de janeiro de 1463), barão Fauconberg de jure uxoris e mais tarde 1.º conde de Kent, foi um aristocrata e militar inglês que desempenhou um importante papel durante a Guerra das Duas Rosas.

## Biografia
Era filho de Ralph Neville, 1.º conde de Westmorland, e de Joana Beaufort, filha ilegítima de João de Gante, 1.º duque de Lencastre. Casa-se antes de 28 de abril de 1422 com Jeanne Fauconberg, herdeira da baronia Fauconberg, cujas terras estão no condado de North Yorkshire. A sua esposa é descrita como mentalmente atrasada de nascença. Em 1426 é-lhe dado o título de cavaleiro. Em 1429 é convocado ao parlamento por direito como barão de Fauconberg. Serve em França durante a Guerra dos Cem Anos, de 1436 a 1443, principalmente ao lado de Ricardo de York. Torna-se cavaleiro da Ordem da Jarreteira em 1440. Após receber a guarda do castelo de Roxburgh durante alguns anos, regressa à França em 1449 e é capturado próximo de Pont-de-l'Arche. Em 1453 é libertado a troco de uma soma em dinheiro. Até então um leal partidário da Casa de Lencastre, guarda rancor por ter sido obrigado a pagar as despesas do castelo de Roxburgh durante o seu cativeiro, o que o empobreceu bastante.
Membro do conselho de Ricardo de York durante o segundo acesso de loucura do rei Henrique VI, e apesar de estar do lado dos Lencastre durante a primeira batalha de Saint-Albans, consegue, após a batalha, de Ricardo a guarda do castelo de Windsor. Desde então do lado da Casa de York, serve como conselheiro do sobrinho, Ricardo Neville, quando em 1457 este é nomeado capitão de Calais. Organiza, com o sobrinho, operações de pirataria desde Calais. Em junho de 1460, ele captura a cidade de Sandwich, utilizada como testa de ponte pelos iorquistas. Lidera a ala direita do exército iorquista na batalha de Northampton, onde se destaca. Regressa depois a Calais para administrar a cidade antes de regressar à Inglaterra para juntar-se ao jovem Eduardo IV em Londres. Lidera a vanguarda do exército da Casa de York para norte e participa de forma decisiva na vitória da Batalha de Towton, assegurando o trono para Eduardo.
Torna-se membro do conselho do rei e torna-se conde de Kent. Em julho de 1462 ele é nomeado Lord Grande Almirante do reino. Em novembro participa na tomada de Alnwick, um dos últimos bastiões dos Lencastre. Morre pouco depois, sendo enterrado no priorado de Gisborough. De seu casamento teve três filhas, deixando pelo menos um filho ilegítimo, Tomás Neville, que se aliaria aos Lencastre e que seria executado em 1471.